# Заступники
«Засту́пники» — российский драматический телесериал режиссёра Владимира Котта, рассказывающий о советской судебной системе периода «застоя». Главные роли в нём сыграли Марина Ворожищева, Кирилл Гребенщиков, Никита Тарасов. Премьера первого сезона состоялась весной 2020 года на «Первом канале», показ второго сезона начался 21 февраля 2022 года в онлайн-кинотеатрах «IVI» и «Кино1ТВ».

## Сюжет
Литературной основой сценария стала книга воспоминаний Дины Каминской «Записки адвоката», вышедшая в 1984 году. Главный герой сериала — молодая адвокат Нина Метлицкая, которая в 1966 году поступает на работу в лучшее адвокатское бюро .

## В ролях
- Марина Ворожищева — Нина Метлицкая[4][5]
- Кирилл Гребенщиков[6] — Борис Серебренников, муж Нины
- Никита Тарасов[7] — Пётр Евгеньевич Масальский
- Виктория Верберг — Зоя Уманская
- Полина Лашкевич — Софа Рахлис
- Екатерина Агеева — Таня Волохова
- Ксения Савицкая — Вера Клочкова
- Александра Велескевич — Зина Прокошина, однокурсница Веры Клочковой
- Иван Василевский — Вадим Привальский
- Арина Нестерова — Ирина Пузакова
- Екатерина Волкова — Лариса Журавлёва (прототип — Валентина Малявина[8])
- Игорь Гордин — Олег Васильевич, председатель трибунала
- Александр Сирин — Рыбак
- Юрий Нифонтов — Илья Бруштейн
- Инга Оболдина — Нелли Рябинина, прокурор
- Борис Каморзин — Борис Борисович Кондратьев, судья
- Максим Виторган[9] — Аркадий Неволин
- Валентин Самохин — Пётр Немзер, диссидент
- Татьяна Владимирова — Таисия Поплавская, жена священника
- Илья Исаев — Павел Иванович Юрьев, следователь
- Владислав Ветров — Сергей Геннадьевич Никитин
- Сергей Колесников — Тяжельников, министр
- Андрей Ташков — Тимченко, прокурор
- Леонид Громов — отец Веры
- Даниил Вершинин — Саша Мезенцев
- Татьяна Мухина — Галина Прядихина

## Производство и релиз
Сериал снимали в Москве, Подольске, Минске и Тбилиси. При работе над сценарием использовались в том числе подлинные судебные протоколы советской эпохи.
Премьера состоялась весной 2020 года на «Первом канале». После показа восьми серий из шестнадцати телеканал принял решение прервать показ, поскольку руководство посчитало фильм слишком депрессивным для показа в период самоизоляции, окончание начали показывать в качестве второго сезона 21 февраля 2022 года в онлайн-кинотеатрах IVI и «Кино1ТВ», в федеральном телеэфире сериал был полностью показан в июле 2024 года на канале «ТВ Центр».

## Критика
Для рецензента «Комсомольской правды» Сергея Ефимова «Заступники» — «легкая ироническая почти комедия, призывающая окунуться в упоительный мир вымышленных 60-х, где только красивые женщины и сплошь импозантные мужчины. С поправкой на обязательную линейную простоту, присущую всем сериалам больших телеканалов».
Игорь Карев из «Аргументов и фактов» назвал сериал «лёгким и интересным — причём в той части, которая обычно получается самой скучной, то есть в показе судебных заседаний». По мнению рецензента, «при всей антисоветской направленности у „Заступников“ есть много общего именно с западными судебными процедуралами — и как раз потому, что продажные судьи, адвокаты и облечённые чересчур большой властью прокуроры есть и на Западе, и именно с ними сражаются в судебных поединках адвокаты из „Хорошей жены“ или „Форс-мажоров“».
Для Александра Муранова с «Zakon.ru» «Заступники» — «сериал слабый, если брать юридические детали и точность воспроизведения правовых реалий того времени». Этот рецензент зафиксировал ряд неверных деталей (советские судьи не использовали молотки, советские адвокаты не могли «вскакивать и восклицать „Протестую!“»), «чрезмерный упор на половую тему», «пропаганду» о злых следователях, «плохом» КГБ и справедливых судах.
Андрей Архангельский из «Огонька» поставил «Заступников» в один ряд с «Оттепелью»: авторы обоих сериалов, по его словам, «рисуют в целом счастливую картину советской жизни при отдельных её недостатках (в каждом доме стационарный телефон — это в середине-то 1960-х! а также собственные „Волги“ у адвокатов)». Рецензент отметил аутентичность диалогов, с которой, правда, соседствует упрощение «характеров и ситуаций». «То, что авторы взялись за не самую „народную тему“, делает им честь», — уверен Архангельский.
Лариса Малюкова из «Новой газеты» увидела в «Заступниках» ряд параллелей с современной российской действительностью: «подложенные доказательства вины, фейковые свидетели, обвинения непутёвого мальчишки в антисоветской (считай, антигосударственной) деятельности. Да и сам суд похож на цирк с дрессированными обезьянками, „только в конце кого-то убивают“». Именно поэтому она рекомендовала сериал к просмотру, хотя нашла там ряд мелких недостатков («к примеру, гэбэшные топтуны в шляпах и плащах с поднятыми воротниками выглядят как фэбээровцы»).